# Tanja Kostić
Tanja Kostić, coniugata Kaukėnas (in serbo Тања Костић?; Solna, 10 novembre 1972), è un'ex cestista svedese di origine serba, professionista nella ABL e nella WNBA.
È la moglie di Rimantas Kaukėnas.

## Carriera
È stata selezionalta dalle Cleveland Rockers al terzo giro del Draft WNBA 1998 (26ª scelta assoluta).